# Pałac biskupi w Rożniawie

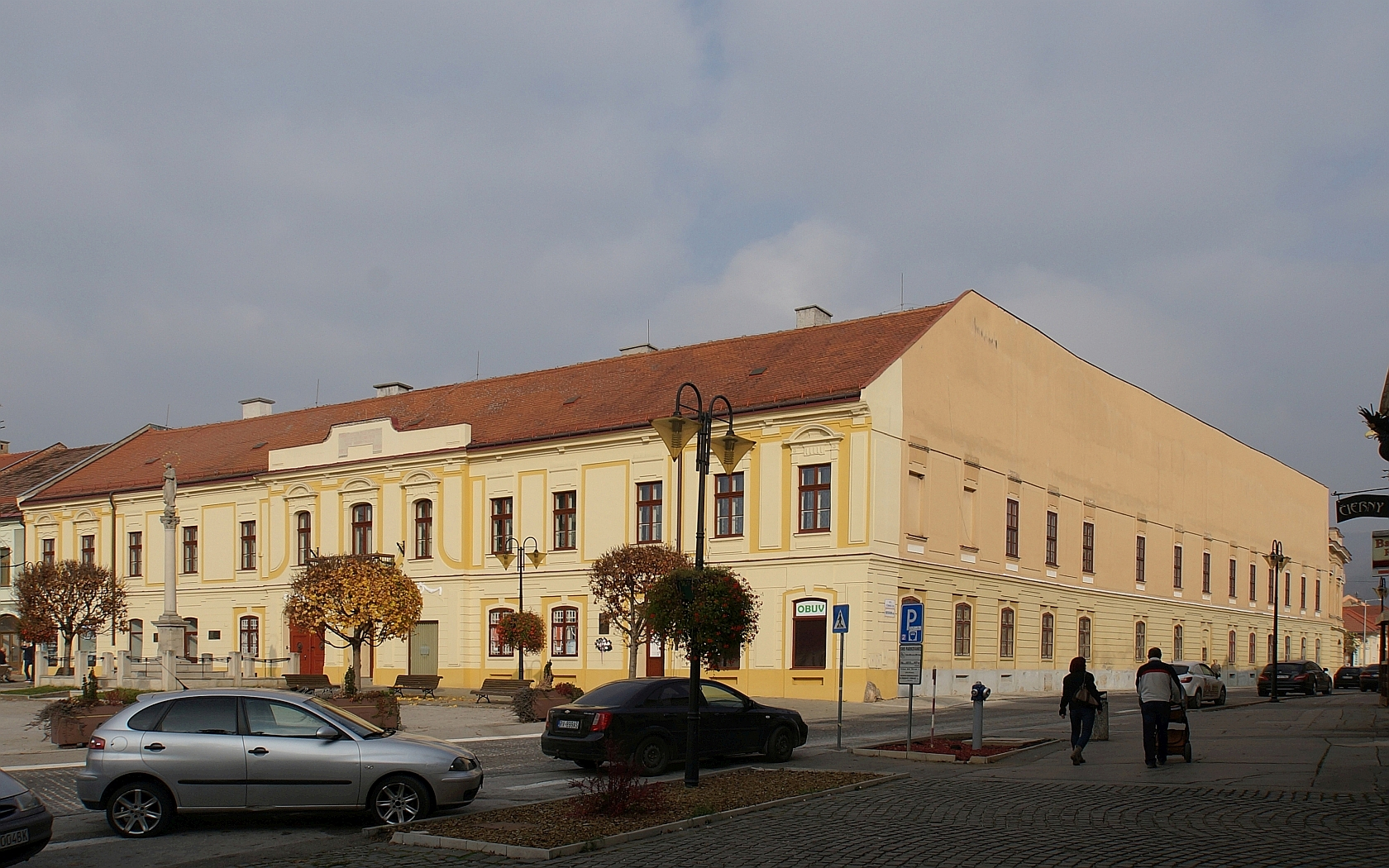
pałac biskupi w Rożniawie, przed nim kolumna Marii Panny

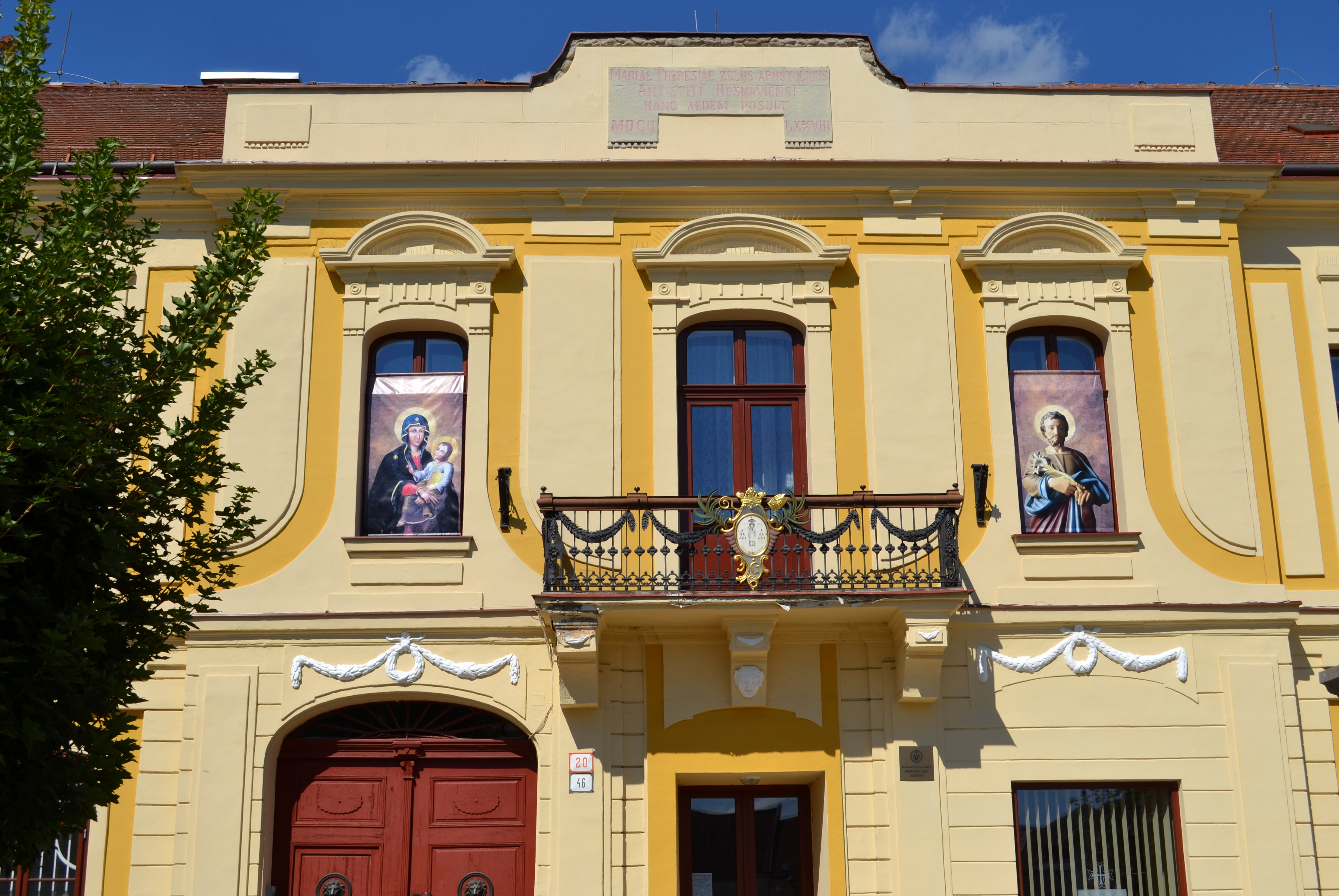
pałac biskupi w Rożniawie; balkon z herbem, u góry tablica fundacyjna

Pałac biskupi w Rożniawie – zabytkowa budowla w Rożniawie w południowo-wschodniej Słowacji, od końca XVIII w. siedziba mieszkalna biskupów Rożniawy.

## Położenie
Zajmuje teren zbliżony kształtem do prostokąta w narożniku utworzonym przez północno-zachodnią pierzeję rynkową i wybiegającą z północnego narożnika rynku (obecnie Námestie baníkov) ulicę Čučmianska dlhá. Adres: Námestie baníkov 20.

## Historia
Utworzenie w 1776 r. przez papieża Piusa VI diecezji rożniawskiej (podobnie jak bańskobystrzyckiej i spiskiej) było inicjatywą cesarzowej Marii Teresy, która uznała, że po przyłączeniu do cesarstwa ziem z pierwszego rozbioru Polski znacznie powiększona arcybiskupstwo ostrzyhomskie zajmuje zbyt dużą powierzchnię, aby można było nim sprawnie zarządzać.
Rezydencję biskupa Rożniawy wzniesiono w latach 1776-1778 poprzez połączenie i przebudowę dawniejszego klasztoru jezuitów i sąsiedniego domu mieszczańskiego. Obiekt otrzymał wówczas jednolitą klasycystyczną fasadę według projektu miejscowego budowniczego J. Mayera. W drugiej tercji XIX w. pałac rozbudowano wzdłuż ulicy Čučmianskiej, dodając w 1890 r. późnoempirowy ryzalit wejściowy, którgo autorem był budowniczy Baffi. Pod koniec XX w. teren zamknięto od strony zachodniej i północnej nowymi zabudowaniami, zaprojektowanymi przez inż. arch. Rusnáka, tworząc w jego centrum obszerny dziedziniec.

## Architektura
Obecnie rezydencja jest zespołem murowanych, piętrowych budynków w stylu barokowo-klasycystycznym. We frontowej, 13-osiowej elewacji (od strony rynku) wyróżniają się trzy pseudoryzality: trójosiowy środkowy i dwa dwuosiowe po bokach. W środkowym pseudoryzalicie na parterze niesymetrycznie usytuowana brama wejściowa, a na piętrze balkon z ozdobną kutą balustradą z herbem. W zwieńczeniu elewacji rynkowej nad środkowym pseudoryzalitem, przypominającym niski fronton, kamienna tablica z okolicznościowym napisem łacińskim (Mariae Theresiae Zelus Apostolicus Antistiti Rosnaviensi Hanc Aedem Posuit MDCCLXXVIII) upamiętniającym utworzenie biskupstwa przez Marię Teresę i budowę obiektu w 1788 r.
We wnętrzach, w kaplicy biskupiej i części mieszkalnej, zachowały się malowidła z XVII-XIX w. oraz meble z XIX w.
Na frontowej elewacji kilka tablic pamiątkowych:
- tablica z 2000 r. z popiersiem biskupa Štefana Moyzesa, pierwszego przewodniczącego Macierzy Słowackiej;

- tablica informująca, że w tym budynku od 1793 r. miał swoją siedzibę oddział Slovenského učeného tovarišstva (działało 1789–1900; tablica umieszczona w 200-lecie założenia Towarzystwa);

- tablica upamiętniająca wizytę w dniu 13 września 2003 r. ówczesnego papieża, Jana Pawła II.

Przed budynkiem, na płycie rynku, wnosi się barokowa kolumna Marii Panny z 1711 r.